# Lago di Venina
Il lago di Venina è un lago alpino artificiale posto a 1.823 m di quota in val Venina, all'interno del Parco delle Orobie Valtellinesi, in provincia di Sondrio.